# Энджел, Бак
Бак Энджел (англ. Buck Angel; род. 5 июня 1962 года; Лос-Анджелес, Калифорния, США) — американский порноактёр, продюсер и мотивационный оратор. Основатель компании Buck Angel Entertainment, трансгендерный мужчина. В 2007 году Бак получил премию AVN в категории транссексуальный исполнитель года. Он работает адвокатом, педагогом, лектором и писателем. Энджел входил в совет директоров Woodhull Sexual Freedom Alliance с 2010 по 2016 год.

## Ранний период жизни
Энджел родился 5 июня 1962 года в районе долины Сан-Фернандо в Лос-Анджелесе. При рождении он был записан девочкой. В детстве его не соответствующее гендерным нормам для женщин поведение считалось позволительным в семье, но по мере взросления, примерно с 16 лет, его домашняя и школьная жизнь стали напряжёнными. Он подвергался издевательствам в школе из-за несоответствующего полу поведения и одежды. Энджел описал издевательства как нарушившие его коммуникативные навыки и причину психологического стресса. В результате чего, он стал употреблять алкоголь и марихуану как средство самолечения.
После суицидальной попытки в старшей школе родители Энджела отправили его к психологу. Они думали, что ему нужна помощь, потому что он утверждал, что достиг точки «полного отрыва» от общества. По словам Энджела, «они собирались поместить его в психиатрическую больницу». Не зная о существовании методов лечения гендерной дисфории, таких как заместительная гормональная терапия, он годами жил, пытаясь соответствовать женской гендерной роли, в течение которых он принимал наркотики и пил алкоголь. Хотя он работал профессиональной моделью как женщина, он был недоволен своей идентичностью и жизнью и «не любил жизнь».

## Гендерный переход
В возрасте 28 лет, после того, как Энджел встретил психотерапевта, который подтвердил его трансгендерность вместо того, чтобы рассматривать его как «гомосексуальную женщину», Энджел начал изучать различные методы перехода. Энджел при поддержке психотерапевта связались с эндокринологом, который работал в основном с трансгендерными женщинами. На тот момент Энджел был одним из первых транс-мужчин, которым разрешили гормональный переход, из-за чего данные о предыдущих случаях, подобных его, были ограничены. Энджел, как заявил его врач, «собирался стать подопытным кроликом», так как экспериментальные методы были основным способом оказания ему помощи. С тех пор врач Энджела начал прописывать ему пробные дозы тестостерона в течение шести месяцев до тех пор, пока значение не стабилизировалось, чтобы соответствовать его потребностям.
После этого Энджел начал сосредотачиваться на своей внешности и искал хирурга, который занимался пластической хирургией для удаления его груди. Нижняя операция (термин, использующийся для операций, меняющих внешний вид или функции гениталий в соответствии с предпочитаемым полом) была ещё одним желаемым аспектом изменения: Энджел хотел иметь пенис для соответствия мужской внешности. Однако он быстро понял, что в то время не было достаточных технологий для создания того, что он хотел. Он решил не подвергаться генитальной хирургии и в настоящее время считает, что его медицинский переход завершён. Тем не менее, позднее Энджел решил подвергнуться гистерэктомии.

## Карьера порноактёра

Энджел (в центре) с Майклом Брэндоном и Скоттом Спирсом

Энджел начал продюсировать и сниматься в собственной линейке фильмов для взрослых под брендом Buck Angel Entertainment. К этому момента он начал представляться как мужчина, при этом не совершал операцию на гениталиях; поэтому он позиционировал свои работы, описывая себя как «the Man with a Pussy», что стало его торговой маркой.
В 2005 году он появился в выпуске «Cirque Noir» от Titan Media, став первым транс-мужчиной, который был показан в фильме, ориентированном на мужчин, снятом компанией, специализирующейся на гей-порно. В том же году он снялся в фильме «Big Boob Adventures», режиссёром которого является трансгендерная женщина Джиа Дарлинг, в котором была впервые снята сцена секса между транс-женщиной, Алланой Старр и транс-мужчиной. Фильм был номинирован на премию AVN в номинации «Самая возмутительная сексуальная сцена». В 2007 году Энджел стал первым и единственным транс-мужчиной, получившим награду «Исполнитель года-транссексуал» на церемонии AVN Awards. В 2008 году его актёрская работа в Buckback Mountain была номинирована на премии «Лучший альтернативный релиз» и «Лучший специальный релиз» на GayVN Awards. Энджел также появляется в документальном фильме 2008 года «Обнаженные» и фильме режиссера Эда Пауэрса об индустрии фильмов для взрослых. В фильме он появляется в сексуальной сцене с порнозвездой Вольфом Хадсоном, продюсером которой является известный фотограф Джастин Любин.

## Другие занятия

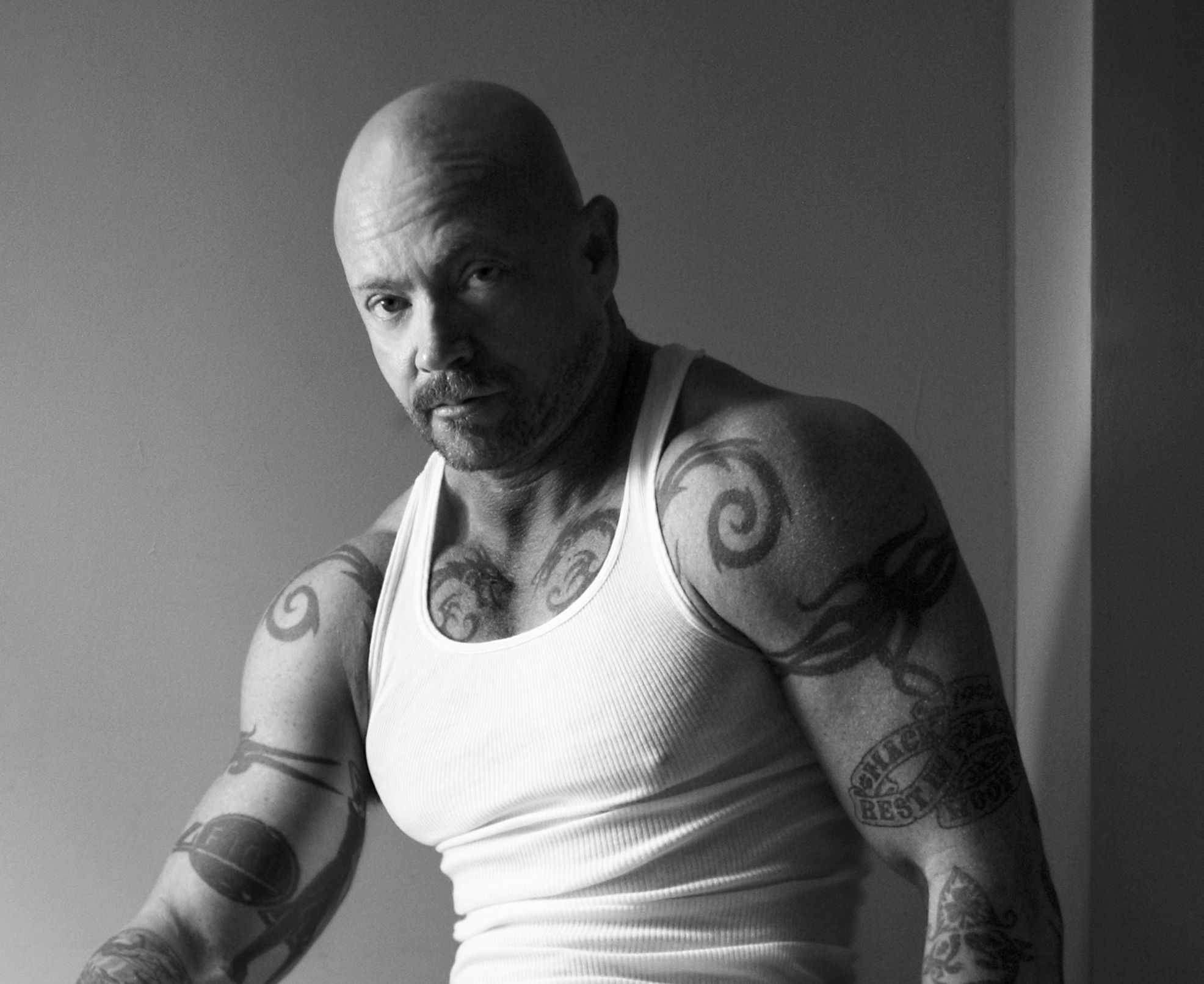
Энджел в октябре 2010 года

Энджел появлялся на различных ток-шоу, включая ток-шоу Говарда Стерна, Тайры Бэнкс и Мори Пович; а также «Тайные жизни женщин» в США, «Утреннее шоу» в Великобритании и «Шоу Йенсена» в Нидерландах.
Британский художник Марк Куинн включил скульптуру Энджела в натуральную величину в своё мировое турне. Энджел позировал для серии скульптур Куинна о трансформации человека в 2010 году; серия была представлена в лондонской галерее White Cube. Он был изображён в четырех различных бронзовых скульптурах, включая две сольные работы и две с Алланой Старром. Скульптура Энджела в натуральную величину теперь является постоянным украшением Художественной галереи Южной Австралии.
В 2012 году он создал сайт знакомств для транс-мужчин под названием BuckAngelDating.com, потому что «до сих пор не существовало специального сайта знакомств, удовлетворяющего уникальные потребности транс-мужчин».
В 2015 году Энджел создал сервис «Trantastic Storytelling», который предлагает трансгендерным людям возможность поделиться своим жизненным опытом в образовательных целях.
В 2016 году Энджел стал партнером бренда Perfect Fit Brand, в создании секс-игрушки специально для трансгендерных мужчин. Продукт предназначен для уменьшения гендерной дисфории и помогает транс-мужчинам лучше чувствовать своё тело и свою сексуальность.
В 2020 году Энджел запустил службу доставки каннабиса Wings Of Wellness, ориентированную на ЛГБТК-клиентов.

## Личная жизнь
Энджел бисексуал. Он был женат на домине из Сан-Франциско Карин Уинслоу (известной как Ильза Стрикс). Но подал на развод после того, как Уинслоу ушла от него к Лане Вачовски, которая была её клиенткой.
Энджел познакомился со своей второй женой, Илэйн, на сайте знакомств. Они поженились в Новом Орлеане 17 ноября 2003 года. Илэйн подала на развод в мае 2014 года. Энджел утверждал, что Илэйн перевела 500 000 долларов с их совместного банковского счета и запросила 2 000 долларов ежемесячно. Стремясь избежать выплаты алиментов, Илэйн утверждала, что их брак не должен был быть юридически признан, поскольку Луизиана не признавала однополые браки в 2003 году; гениталии Энджела никогда не изменялись хирургическим путём, и его свидетельство о рождении не было изменено на мужское до тех пор, пока они не вступили в брак. В августе 2014 года Верховный суд Калифорнии постановил, что их брак был действительным из-за неоднозначности в правилах Луизианы относительно операции по смене пола, которая могла включать в себя «верхнюю операцию», которую Энджел уже перенес.
В феврале 2021 года Энджел стал свидетелем выгула собак Леди Гаги и кражи двух французских бульдогов.

## Награды и номинации
- В январе 2007, Бак Энджел победил в номинации Transsexual Performer of the Year от AVN Awards[40].
- В 2008, 2009, и 2010 он номинировался на Transsexual Performer of the Year. Он остается единственным трансгендерным мужчиной, когда-либо номинировавшимся на эту награду или получившим эту награду.
- В апреле 2008, ему была вручена «Премия феминистского порно» за «Преодоление границ года»[41].
- В 2012 ему была вручена «Feminist Porn Award» за его новаторский фильм «Sexing The Transman XXX».
- В 2012, ему была вручена премия «Best FTM Performer of the Year» в «the Transgender Erotica Awards». Эта награда присуждена впервые.
- В 2015, ему была вручена премия PORyes Award (Feminist Pornfilmpreis Europe) в Берлине[42]
- В 2015, ему была вручена премия Ida Feldman award на the 23rd Brazil Mix Festival[43]
- В 2016, ему была вручена премия Honorary Award на the Tel Aviv Film Festival[44]
- В 2017, ему была вручена премия XBIZ за «Specialty Product/Line of the Year Award»[45]
- В 2017, ему была вручена премия «Outstanding Innovation Award» в the AVN «O» Awards[45]
- В 2017, Энджел и Валентина Наппи выиграли the AVN Award в «Best Transsexual Scene» за фильм Girl/Boy 2[46]

## Выборочная фильмография

### Фильмы «для взрослых»
- 2004: «Buck’s Beaver»
- 2005: «The Adventures of Buck Naked»
- 2005: «Cirque Noir»
- 2005: «Allanah Starr’s Big Boob Adventures»
- 2006: «Buck Off»
- 2006: «V for Vagina»
- 2006: «The Buck Stops Here»
- 2007: «Even More Bang for Your Buck Vol.1»
- 2008: «Even More Bang for your Buck Vol.2»
- 2008: «Buckback Mountain»
- 2009: «Ultimate Fucking Club Vol. 1»
- 2009: «Ultimate Fucking Club Vol.2»
- 2010-12: «Sexing The Transman XXX Series»
- 2016: «Girl/Boy» (Evil Angel)

### Документальные фильмы
- 2008: «NAKED»
- 2012: «Sexing the Transman»
- 2013: «Mr. Angel»
- 2016: «The Trans List» (HBO)
- 2016: «Finding Kim»
- 2016: «BLOWN»

### Другое
- 1993: Porno for Pyros — «Cursed Female»
- 2015: «Technical Difficulties of Intimacy»
- 2016: Appeared in the video for «Bi», a song by Alicia Champion[47]
- 2016: Loki Starfish — «Shivers are Proof» (Париж)[48]